# Mândruloc
Mândruloc – wieś w Rumunii, w okręgu Arad, w gminie Vladimirescu. W 2011 roku liczyła 1207 mieszkańców. 